# Самчхок
Самчхок (кор. 삼척시?, 三陟市?, Samcheok-si) — місто у провінції Канвондо, Південна Корея.